# Acentroscelus gallinii
Acentroscelus gallinii är en spindelart som beskrevs av Cândido Firmino de Mello-Leitão 1943. 
Acentroscelus gallinii ingår i släktet Acentroscelus och familjen krabbspindlar. Inga underarter finns listade i Catalogue of Life.